# José Maranhão
José Maranhão (Araruna, 6 de septiembre de 1933 - São Paulo, 9 de febrero de 2021) fue un abogado, político, empresario y emprendedor brasileño. Fue gobernador, y senador del estado de Paraíba, su estado natal.

## Biografía
Comienza su carrera política como diputado estatal en 1955 por el Partido Laborista de Brasil (PTB). Volvería a ser elegido por dos mandatos consecutivos. En 1967 se afilia al Movimiento Democrático Brasileño tras la prohibición del PTB, siendo elegido de nuevo diputado estatal, permaneciendo en el cargo hasta 1969.
En 1982 es elegido diputado federal, siendo reelecto en 1986 y en 1990. En 1994 es elegido vicegobernador bajo la candidatura de Antônio Mariz. Mariz gana las elecciones pero muere diez meses después de asumir el cargo, pasando al cargo de gobernador el propio Maranhão. Para las elecciones de 1998 se enfrenta a un sector de su partido, el PMDB, sucesor del MDB, encabezado por Ronaldo Cunha Lima que quería presentarse a las elecciones en lugar de Maranhão. Sin embargo, el gobernador consigue finalmente presentarse, obteniendo la victoria cómodamente.
En 2002, abandona el puesto de gobernador para presentarse al Senado de Brasil. Cinco años después volvería a la política estatal, presentándose a las elecciones a las gobernadoría. Fue derrotado por Cássio Cunha Lima, hijo de su antiguo enemigo en el PMDB, Ronaldo Cunha Lima.
Falleció el 9 de febrero de 2021 a los 87 años de edad tras haber estado internado desde diciembre de 2020 en un hospital de São Paulo como consecuencia del COVID-19.